# Zoltán Bereczki
Zoltán Bereczki, född 2 maj 1976 i Budapest, är en ungersk sångare, skådespelare och musikproducent. Han har släppt två album. Hans mest framgångsrika låt är singeln "Kerek egész" som släpptes år 2010 från hans andra album Álomkép.

## Diskografi

### Album
- 2001 – Száz év
- 2010 – Álomkép